# Послание в стихах
Послание в стихах или эпистола (фр. épître, Epistel) — литературная форма, поэтический жанр, распространенный ещё в первой половине XIX века: письмо в стихах.
Содержание его весьма разнообразно — от философских размышлений до сатирических картин и эпических повествований. Обращаясь к лицу известному или воображаемому, автор послания говорит с ним в обычном эпистолярном стиле, который иногда повышается до торжественности и пафоса, иногда — что более свойственно посланию — понижается до простого и дружественного тона, сообразно с лицом, к которому оно обращено.
Особенно свойственными стилю послания старая поэтика считала изящество, остроумие, лёгкость стиха. Наиболее употребительные размеры — гекзаметр и александрийский стих, но допускаются и другие. Пушкин часто пользовался в посланиях оригинальным трёхстопным ямбом.

## Примеры посланий

### Классическая литература
Классические литературы не знали посланий до Горация, создавшего этот литературный жанр и давшего его образцы, которые долго считались неподражаемыми; некоторые из них имеют характер обыкновенных частных писем, другие трактуют о разных общих вопросах; самые известные из них — 3 послания, посвящённые литературе, особенно «Послание к Пизонам» («Epistola ad Pisones»), названное позднее «Ars poetica».
Вслед за тем Овидий, называющий себя в «Ars amandi» изобретателем этого рода поэтических произведений, написал ряд «Heroides» — любовных посланий от имени женщин, и «Ex Ponto» — послание к жене, дочери, друзьям и к Августу; к посланиям могут быть отнесены также его «Tristia».
В Риме послания писали ещё Авсоний и Клавдиан.

### Французская литература
Истинное отечество посланий — Франция, где издавна столь популярен изысканный эпистолярный стиль и поверхностная блестящая болтовня (causerie) о чём угодно, легко укладывающаяся в рамки посланий. Клеман Маро, давший первые образцы посланий во французской литературе, создал их под влиянием своих античных предшественников. Известны его послания из тюрьмы Шатле к его другу Лиону Жаме (Lyon Jamet) и два послания к королю — первое «pour sa délivrance» и второе «pour avoir été desrobbé»; эти шутливые письма могут считаться образцом тонкого такта, умеющего соблюдать границу между фамильярностью и почтением.
За ним послания писали Табуро, Вуатюр, Скаррон (известно его «Epître chagrine»), Буаробер, но всех их затмил Буало, который нашёл в посланиях литературную форму, особенно подходящую его дарованию. Из его двенадцати «Epitres» особенно известны IV — «Au Roi, sur le Passage du Rhin» (1672), VII — «A Racine» (1677) и XII — «A mon jardinier» (1695); как во внешней структуре, так и в содержании посланий Буало заметно сильное влияние Горация.
В XVIII веке послание становится излюбленной формой. Вольтер, возвратив ему его былую простоту, придаёт ему несравненный блеск изящества и остроумия. Он писал послания Фридриху, Екатерине («Elevé d’Apolion, de Vénus et de Mars, qui sur ton tröne auguste as placé les beaux-arts, qui penses en grandhomme et qui permets qu’on pense etc.», со знаменитым стихом: «C’est du Nord aujourd’hui que nous vient la lumière»), писателям, своим друзьям и врагам, актрисам, неодушевлённым предметам (A mon vaisseau) и даже умершим (A Boileau, à Horace).
Одновременно с Вольтером послания писали Жантиль-Бернар («Epître а Clandine»), Берни («Epître sur la paresse»), Седен («Epître а mon habit»), Буффлер («Epître а Voltaire»), Грессе («Epître а ma soeur»), Пирон, Ж.-Б. Руссо, Экушар-Лебрен, Мари-Жозеф Шенье и др.
В XIX веке во Франции послания писали Делавинь, Ламартин, Гюго; есть отдельные сборники посланий Вьенне — «Epîtres et satires» (1845) и Отрана — «Epîtres rustiques».

### Английская литература
Стихотворное послание — довольно распространенная литературная форма и в Англии. Классическими считаются четыре послания Поупа, составляющие его «Опыт о человеке», а равно «Элоиза к Абеляру» (1716).

### Немецкая литература
В немецкой изящной литературе послание приняло лирическую окраску. Послания писали Виланд («Zwölf moralische Briefe», 1752), Гёкинг («An meinen Bedienten»), Глейм, Якоби, Шмидт, Юнг, Николаи, И. В. Михаэлис; особенно известны послания Шиллера «Au Goethe, als er den Mahomet des Voltaire auf die Bühne brachte», Гёте — «Zwei Episteln über das Lesen schlechter Bücher», и Рюккерта. Из последующих поэтов послания писал Рудольф Готшалль.

### Итальянская литература
В Италии известны послания Киабреры («Lettere famigliare»), который ввёл эту форму в итальянскую поэзию, и Фругони (XVIII век).

### Русская литература
В русской литературе XVIII века, покорной французским образцам, форма посланий (также под названиями «письмо, эпистола, стихи») была очень распространена; едва ли за это время найдется хоть один выдающийся поэт, не писавший послания. Наиболее известны послания Кантемира («Письма» к Трубецкому, Потёмкину, «К стихам моим»), Тредьяковского («Эпистола от российския поэзии к Аполлину»), В. Петрова, Княжнина («Послание прелестницам», «Послание трём грациям», «К российским питомцам свободных художеств» и др.), Козодавлева, Кострова («Эпистола на всерадостный день восшествия на престол Екатерины», «К председателю муз» и др.), Сумарокова (пять «эпистол» — «О русском языке», «О стихотворстве» и др.), Ломоносова («О пользе стекла», Шувалову); Фонвизина («Послание к слугам моим: Шумилову, Ваньке и Петрушке»), Дашковой («Послание к слову»), Рубана («Российской музы послание к Овидию»), Капниста («Батюшкову», «Озерову», «К прекрасной»), Виноградова («Епистола Александру Петровичу Ермолову»), Державина («Любителю художеств», «Эпистола Шувалову»), Муравьёва, Нартова, Нарышкина.
В русской литературе XIX века прежде всего выдаются послания Жуковского, который оставил их очень много; между ними есть и настоящие послания в старом стиле, и вдохновенные, и безыскусственные шутливые записочки в стихах; адресованы они к А. И. Тургеневу (Филалету), Блудову, Батюшкову, И. И. Дмитриеву, императрице Марии Феодоровне, Воейкову, кн. Вяземскому, Л. Пушкину, императору Александру I, Плещееву, Боку, Нарышкину, Дмитриеву. Писали послания также Карамзин («К Плещееву», «К женщинам», «К бедному поэту»), Гнедич («Перуанец к испанцу») и др.
Послания Пушкина — превосходные образцы этой литературной формы; они глубоко искренни, свободны и просты, как обыкновенное письмо, изящны и остроумны, далеки от условного стиля классических посланий; послание к Дельвигу («Череп») вкраплено в простое письмо и перемежается с прозой; другие послания также были первоначально предназначены не для печати, но лишь для адресата. В лирике Пушкина послания занимают видное место, особенно послание к Батюшкову, «Городок», Галичу, Пущину, Дельвигу, Горчакову, В. Пушкину, Кошанскому («Моему Аристарху»), Жуковскому, Чаадаеву, Языкову, Родзянко; особый характер имеют послания «В Сибирь» и «Овидию».
В дальнейшем развитии послания теряют по существу всякое отличие от обыкновенных лирических стихотворений. «Валерик» Лермонтова — письмо в стихах — не имеет уже ничего общего с шаблоном классического послания. Тем же свободным характером запечатлены послания Тютчева («А. Н. Муравьеву», «К Ганке», «Кн. А. А. Суворову»), Некрасова («Тургеневу» и «Салтыкову»), Майкова, Полонского, Надсона («Письмо к М. В. В.»).